# Willy Caballero
Willy Caballero, właśc. Wilfredo Daniel Caballero Lazcano (ur. 28 września 1981 w Santa Elena) – argentyński piłkarz który występował na pozycji bramkarza. Pięciokrotny reprezentant reprezentacji Argentyny. Obecnie asystent trenera w angielskim klubie Leicester City.
Posiada również obywatelstwo hiszpańskie.

## Kariera klubowa
Caballero zawodową karierę rozpoczynał w klubie Boca Juniors. W Primera División zadebiutował 5 lutego 2002 w zremisowanym 2:2 meczu z Newell’s Old Boys. Od czasu debiutu pełnił rolę rezerwowego bramkarza Boca Juniors. W debiutanckim sezonie Caballero w lidze zagrał cztery razy. W 2003 roku zdobył z klubem mistrzostwo Apertura. W tym samym roku wygrał z Boca Juniors Copa Libertadores oraz Puchar Interkontynentalny. W 2004 roku zdobył z klubem Copa Sudamericana. Zagrał z nim także w finale Copa Libertadores, jednak Boca Juniors zostało tam pokonane po rzutach karnych przez Once Caldas. W Boca Juniors Caballero rozegrał w sumie 15 ligowych spotkań.
Latem 2004 podpisał kontrakt z hiszpańskim Elche CF. W Segunda División pierwszy występ zanotował 3 kwietnia 2005 w przegranym 1:3 pojedynku ze Sportingiem Gijón. W pierwszym sezonie rozegrał tam 10 spotkań. Na sezon 2005/2006 został wypożyczony do ojczystego Arsenalu Sarandí. Po zakończeniu tamtego sezonu powrócił do Elche i był jego podstawowym bramkarzem. W 2011 roku przeszedł do Málagi. W dużym stopniu jego zasługą jest awans Málagi do ćwierćfinału Ligi Mistrzów w sezonie 2012/2013.
8 lipca 2014 roku przeszedł do angielskiego Manchesteru City, z którym związał się trzyletnią umową.
1 lipca 2017 roku, po wygaśnięciu umowy z Manchesterem City, podpisał kontrakt z Chelsea F.C.
1 lipca 2023 zakończył piłkarską karierę.

## Kariera reprezentacyjna
Caballero jest byłym graczem młodzieżowych reprezentacji Argentyny. W 2001 roku był uczestnikiem mistrzostw świata U-20, które zostały wygrane przez Argentynę. W 2004 został powołany do kadry na letnie igrzyska olimpijskie. Jego reprezentacja została ich zwycięzcą, po pokonaniu w finale Paragwaju. 23 marca 2018 zadebiutował w reprezentacji Argentyny, w przegranym 0:2 meczu z Włochami.

## Osiągnięcia

### Boca Juniors
- Mistrzostwo Argentyny: 2003/04 Apertura
- Copa Libertadores: 2003
- Puchar Interkontynentalny: 2003

### Manchester City
- Puchar Ligi Angielskiej: 2015/16

### Chelsea
- Puchar Anglii: 2017/2018
- Liga Europy UEFA: 2018/19
- Liga Mistrzów UEFA: 2020/21

### Reprezentacyjne
- Wicemistrzostwo Pucharu Konfederacji: 2005
- Igrzyska olimpijskie: 2004
- Mistrzostwo świata U-20: 2001